# Міжнародний аеропорт Луанда
Міжнародний аеропорт імені 4 лютого (порт. Aeroporto Internacional 4 de Fevereiro) (IATA: LAD, ICAO: FNLU) — головний міжнародний аеропорт Анголи. Він розташований на півдні Луанди. Quatro de Fevereiro означає 4 лютого, важливе національне свято в Анголі, що знаменує початок збройної боротьби проти португальського колоніального режиму 4 лютого 1961 року. 
У 2018 роціаеропорт обслуговував близько 5.6 мільйона пасажирів.

Через те, що територія навколо летовища повністю забудована, тим самим не даючи доступу до його розширення, на 2024 р. йде обговорення про перенесення рейсів до міжнародного аеропорту Агоштінью Нету.

## Історія
Будівництво аеропорту було розпочато в 1951 році, щоб обслуговувати столицю колишньої португальської заморської провінції Ангола. 
Його було урочисто відкрито в 1954 році президентом Португалії Кравейру Лопішем. 
У серпні, вересні та жовтні 1975 року аеропорт прийняв десятки тисяч переважно білих португальських ангольців, які тікали до Лісабона (під час операції «Повітряний міст») та розташувалися в очікуванні евакуаційних рейсів протягом тижнів до здобуття Анголою незалежності. 

Після здобуття Анголою незалежності від Португалії (у листопаді 1975 року) аеропорт був перейменований на Aeroporto Quatro de Fevereiro Internacional (Міжнародний аеропорт Четвертого лютого) на честь подій, що призвели до незалежності держави.

## Опис
Аеропорт знаходиться на висоті 74 м над рівнем моря. 
Він має дві асфальтовані злітно-посадкові смуги : 05/23 має розміри 3716 на 45 м, та 07/25 має розмір 2600 на 60 м. 